# Proenenterum isocotylum
Proenenterum isocotylum är en plattmaskart som beskrevs av Harold Winfred Manter 1954. Proenenterum isocotylum ingår i släktet Proenenterum och familjen Allocreadiidae. Inga underarter finns listade i Catalogue of Life.